# Fævejle
Fævejle er en herregård på Djursland, der har eksisteret siden 1400-tallet. Gården ligger ved Kolindsund og er i dag et moderne landbrug, der årligt producer 29.000 slagtesvin, foruden at producere markafgrøder af korn, majs, raps, frøgræs, ligesom der er en nicheproduktion af hø med høtørreri. Der hører 310 hektar jord til.
Fævejle ejes per 2014 af Karen Mønsted Jensen og Jens Hjort Jensen. Gården indgår i et driftsfælleskab (år 2014) med Bakkegården 15 kilometer fra Fævejle, der ejes af Jens Hjort Jensens bror, Mogens Hjort. Sammenlagt drives de to gårde med cirka 800 hektar. Fævejle har været i familien Mønsteds eje siden 1833.
Dejlige Fævejl, aldrig kan nogen noksom dig love,
Kolindsund løber dig nær, marken er frydelig grøn.
Luften er sunder, herlig dig pryde grønneste skove,
Fødested, aldrig jeg dig glemmer så dejlig og skøn.

Sådan skriver, Hans Mikkelsen Ravn om sit fødehjem, Fævejle. Han er en i det 17. århundrede ”fortjenstfuld skolemand, det danske sprogs talsmand, og anset musikteoretiker.”

## Beliggenhed
Fævejle ligger karakteristisk placeret på overgangen mellem de sydlige morænebakker ned til Kolindsund og det marine forland, der lokalt kaldes forstrand.
”Herregården udgør med sine store markenheder, skovbryn og herregårdsbygninger et værdifuldt herregårdslandskab. Den skarpe kontrast mellem de flade marker i selve Kolindsund og de store marker på højderyggen udgør – sammen med herregårdsbygningerne – de vigtigste karaktergivende landskabselementer,” hedder det i en beskrivelse.
Fævejle ligger ved den eneste landevej der krydser Kolindsund som et forbindelsesled mellem det sydlige og det nordlige Djursland mellem landsbyerne, Lyngby og Fannerup. Vejen når ned i 2 meter under havets overflade, hen over den tidligere søbund (indtil 1880’erne) og det endnu tidligere sund med adgang til Kattegat ved Grenaa 22 kilometer fra Fævejle. I dag bliver 20 kilometer lange Kolindsund holdt tørt ved hjælp af en pumpestation i Fannerup på den modsatte side af Fævejle, samt af en pumpestation i Enslev 6 kilometer fra Fævejle i retning mod Grenaa. Vejen krydser Kolindsund, hvor det er 1.7 kilometer meter bredt.

## Historie
Fævejles arkitektonisk markante hovedbygning blev opført i 1875 af daværende ejer N. J. A. Mønsted og består af en fløj, der er opført i en etage. Bygningen har gennemgående kviste ved gavlene samt midterkvist. Den er opført i røde mursten på en høj kampestensbeklædt kældersokkel og har skifertag. Fredningsstatus 2013: Hovedbygningen er udpeget som bevaringsværdig med høj bevaringsværdi. Fævejle var en overgang del af Baroniet, Høgholm.
I 1429 overdrog Jens Laursen og Henrik Bille et øde byggested i Fævejle til Otte Nielsen Rosenkrantz. Efter gården blev bygget, kom Fævejle i Aarhus domkapitels besiddelse.
I 1580 mageskiftede Aarhus domkapitel Fævejle til Kronen, der allerede året efter mageskiftede den bort til Iver Juul.
I begyndelsen af 1600-tallet fik gården flere forskellige ejere, der ofte kun havde gården i besiddelse for en kort periode.
I 1648 blev Fævejle solgt Frederik Reedtz, der var medlem af rigsrådet. Efter hans død i 1659 blev gården arvet af sønnen Jørgen Reedtz og svigersønnen Erik Hardenberg Gyldenstierne. Jørgen Reedtz, der var amtmand over Tryggevælde amt og ambassadør i Spanien, solgte i 1664 Fævejle til Matheus Rudolphus Reinfranck.
Matheus Reinfranck var gift med Karen Helkand, der fra et tidligere ægteskab havde døtrene Karen og Sophie Nansen, der begge havde indgået fordelagtige ægteskaber. Karen Nansen var i 1670 blevet gift med statsmanden, Peder Griffenfeld, mens Sophie Nansen i 1672 havde indgået et ægteskab med etatsråd Christian Gersdorff. Matheus Reinfranck og Karen Helkand fik sammen datteren Lisbeth Margrethe Reinfranck, der allerede som tolvårig blev forlovet med Christian Lente, som var søn af Frederik III 's (1609-1670) kansler, Theodor Lente. I 1676 blev Peder Griffenfeld imidlertid idømt dødsstraf for forræderi mod kongen. Han blev dog benådet på skafottet og blev i stedet sendt i livsvarigt fængsel. Christian Lente, der udelukkende havde indgået forlovelsen med Lisbeth Margrethe for at opnå Peder Griffenfelds beskyttelse, afbrød kort efter forbindelsen.
I 1681 blev Fævejle købt af Iver Juul Høg, der samme år oprettede baroniet Høgholm. Udover Fævejle talte baroniet gårdene Lykkesholm og Bjørnholm. Iver Juul Høg døde dog allerede i 1683 og enken Helle Trolle giftede sig i 1689 med Palle Krag. Sønnen Niels Trolle Høg, der havde arvet baroniet efter faren, døde barnløs i 1700, hvorefter baroniet tilfaldt Helle Trolle. Efter hendes død i 1722 overgik baroniet til Christian Danneskiold-Samsøe.
Sønnen Frederik Danneskiold-Samsøe blev baroniet Høgholms ejer efter faderen, der døde stærkt forgældet i 1728. Frederik Danneskiold-Samsøe havde også selv svært ved at holde styr på økonomien og var derfor nødsaget til at sælge ud af sine godser. I 1748 fik han kongelig tilladelse til at ophæve baroniet Høgholm og solgte dernæst godset i 1753 til Adam Gottlob Moltke, der dog allerede videresolgte det året efter.
I 1802 solgte Pauline Fabritius-Tengnagel Fævejle på auktion. Gården blev købt af Knud Høyer, der frasolgte de fleste af godsets fæstegårde. Efter Knud Høyers død i 1821 blev Fævejle sat på auktion og solgt til P.J. Møller. I 1833 solgte han gården til Peter Mørk Mønsted. Han døde i 1864, hvorefter hans enke, Bolette Christiane Dahl, overdrog gården til sønnen N. J. A. Mønsted i 1868.
N. J. A. Mønsted opførte i sin tid som ejer en ny hovedbygning på gården. I 1919 blev Fævejle arvet af sønnen Peter Mørk Mønsted, der i 1945 overdrog gården til sønnen Iver Brorsen Mønsted.
Da præsten Jep Tordsen boede på Fævejle i 1469 blev navnet på herregården stavet Fæwedell.

## Ejere
Andreas Eysen
Jens Laursen og Henrik Blik
1429 Otte Nielsen Rosenkrantz
Aarhus domkapitel
1580 Kronen
1581 Iver Juel
1618 Helvig Rantzau
1621 Kirsten Sandberg (Bryske)
1648 Frederik Reedtz
1659 Erik Hardenberg Gyldenstierne (halvparten)
1664 Matheus Rudolphus Reinfranck (eneejer)
1681 Iver Juul Høg
1722 Chr. Danneskiold-Samsøe
1753 A. G. Moltke
1754 - 1833 Forskellige ejere
1833 P. Mørk Mønsted
1868 N. J. A. Mønsted
1945 I. Brorson Mønsted
56°23′16.00″N 10°43′58.70″Ø / 56.3877778°N 10.7329722°Ø

## Eksterne kilder
1. 1 2 3 4  Maskinbladet
2. 1 2 3 4 5 6 7 8 9 10 11 12 13 14 15 16  Dansk Center for Herregårdsforskning
3. 1 2 3  Roussell
4. 1 2  Norddjurs Kommune

- Maskinbladet, Helge Plougmann Nilesen, . http://www.maskinbladet.dk/artikel/god-handfuld-gronne Arkiveret 2. februar 2016 hos  Wayback Machine
- Dansk Center for Herregårdsforskning, http://www.danskeherregaarde.dk/manorholder/f/faevejle/ejerhistorie.aspx Arkiveret 1. maj 2017 hos  Wayback Machine
- Roussell, Aage (red.): Danske Slotte og Herregårde, bd. 14. København 1963-1968.
- Norddjurs Kommune, http://www.norddjurs.dk/media/882611/Faevejle-Herregaardslandskab.pdf Arkiveret 4. februar 2016 hos  Wayback Machine